# Carl Adam Wrangel
Carl Adam Wrangel af Adinal, född 28 november 1748 på Ovesholm i Träne socken, Kristianstads län, död 16 april 1829 på Araslöv i Färlövs socken, samma län, var en svensk friherre och ämbetsman. Han var en av rikets herrar och landshövding i Kristianstads län.

## Biografi
Wrangel af Adinal var son till friherre Henning Reinhold Wrangel af Adinal och dennes hustru Hedvig Sofia Winterfeld.

### Militär och statlig tjänst
Wrangel blev fänrik vid livgardet 1766, kapten i armén 1772 och erhöll därefter avsked i april 1773.
Han blev kammarherre hos änkedrottning Lovisa Ulrika 1774 och landshövding i Kristianstad län från 1786 till januari 1803.

### Godsförvaltning
Carl Adam Wrangel fick efter faderns död 1783 ärva Ovesholms gods i Träne socken av sina föräldrar. År 1787 fick han dessutom ärva Araslövs gods som vid denna tid omfattade hela Färlövs socken. Araslöv ägdes dessförinnan av hans mors moster, Sofia Elisabeth Ridderschantz. Hon kallades för "Skånska Prinsessan" på grund av att hon var dotter-dotter-dotter till kung Christian IV av Danmark och hennes vanor dessutom var mycket kungliga. 
Carl Adam Wrangel var en framstående jordbrukare, fullt jämförbar med Macklean på Svaneholm och Stjernswärd på Engeltofta, och genomförde stora reformer på sina skånska egendomar. Genom stora dikningsföretag lades nya marker under plogen. Enskifte genomfördes och Araslöv uppdelades efter skotskt mönster på brukningsenheter, elva s.k. farmer. Varje farm omfattade några hundra tunnland och försågs med präktiga och ståndsmässiga byggnader, nyanlagda trädgårdar och alléplanterade tillfartsvägar.
Så uppstod under åren 1790–1820 herrgårdarna Wrangelsberg, Sofieberg, Sofiedal, Hamiltonhill, Harastorp, Gustafsfält, Skottlandshus, Wrangelsdal, Ulriksdal, Adinal och Kristineberg, vartill kom moderfastigheten Araslöv. En hel socken omvandlades på detta sätt och Araslövs farmer ger idag med sina åkervidder och allésystem en bestämd prägel åt landskapet.
Carl Adam Wrangel fick slutligen år 1789 ärva Sperlingsholms gods i Övraby socken utanför Halmstad av sin farbror Georg Gustaf Wrangel som detta år flyttade utomlands.

### Familj
Han gifte sig 6 april 1779 på Barsebäck i Skåne med grevinnan Anna Margareta Hamilton (släkten Hamilton), född 1760. Hon var dotter till fältmarskalken, friherre Gustaf David Hamilton af Hageby och dennes hustru Jakobina Henrietta Hildebrand. I äktenskapet föddes två söner:
- Henning Gustaf, 1780–1833.
- Ludvig Ulrik Carl Adam, 1783–1809.

Ingen av sönerna fick barn och den friherrliga ätten Wrangel af Adinal utslocknade därmed 1833.